# 赵天福
赵天福（1921年—2002年），男，河南荥阳人，中国农业经济学家，曾任沈阳农业大学教授、博士生导师。